# Cellules T4 et T5
 (décembre 2019).
Mises en évidence chez les drosophiles, les cellules T4 et T5 sont des neurones du lobe optique qui jouent un rôle déterminant dans le traitement du mouvement. Divisées en quatre sous-populations, ces cellules nerveuses projettent leur axone dans l'une des quatre couches du lobula plate et répondent sélectivement à l'un des quatre mouvements cardinaux (de haut en bas, bas en haut, d'avant en arrière et d'arrière en avant). Elles participent ainsi à la première étape du calcul de direction du mouvement par le système visuel, via des détecteurs de mouvements ON et OFF disjoints.

## Anatomie

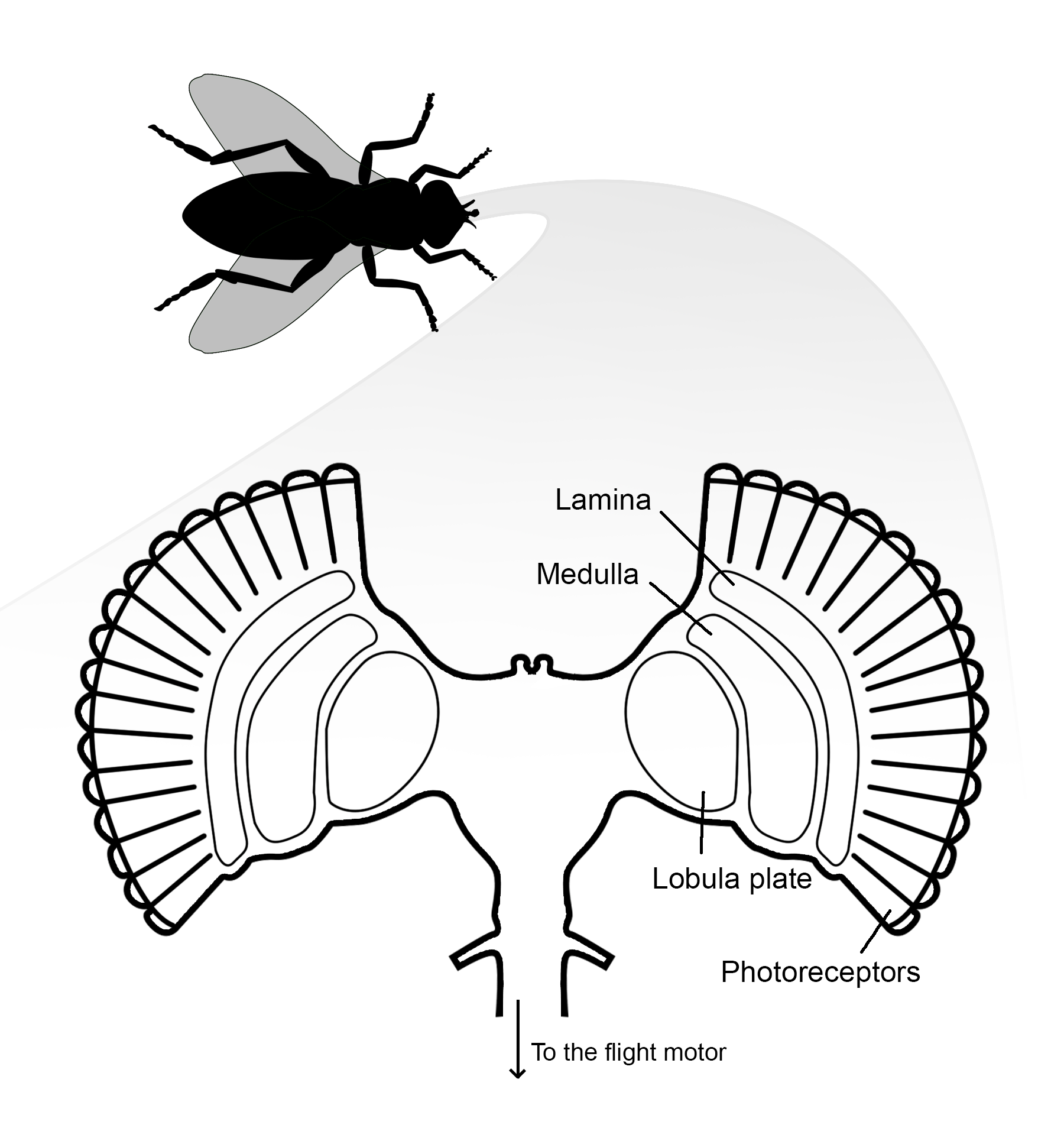
Cerveau de Drosophile

Les dendrites des neurones T4 prennent source dans la couche intérieure de la medulla, tandis que les dendrites des cellules T5 proviennent de la couche externe de la lobula. Chaque cellule projette son axone dans l'une des quatre couches du lobula plate. Ces deux types de neurones rétinotopiques relient les deux interneurones de premier ordre, L1 et L2, aux grandes cellules tangentielles qui composent le lobula plate et sont sensibles au mouvement (HS et VS)[réf. souhaitée].

## Propriétés
Chacune des quatre sous-population des neurones T4 et T5 répond aux mouvements de l'une des directions cardinales. Les neurones T4 et T5 sont également sensibles à la polarité de contraste[réf. souhaitée]. Tandis que les cellules T4 répondent aux augmentations de la luminosité (moving ON edges), les cellules T5, quant-à-elles, sont sensibles aux diminution de luminosité (moving OFF edges) dans le champ visuel de la drosophile. Un blocage de l'activité des cellules T5 (respectivement T4) entraîne ainsi une tendance chez la mouche à se déplacer selon le mouvement des sources lumineuses (respectivement sombres)[réf. souhaitée]. Les cellules T4 et T5 jouent ainsi un rôle majeur dans la transmission des informations de direction aux circuits visuels situés en aval. 

## Mise en évidence
Les cellules T4 et T5 sont trop petites pour que l'on puisse enregistrer leur activité électrique à l'aide des méthodes d'électrophysiologie usuelles. Leurs propriétés sont donc longtemps restées méconnues. Les techniques d'enregistrement optique ont permis de résoudre ce problème en utilisant l'indicateur GCaMP5 codé génétiquement, sous le contrôle d'un facteur de transcription de type Gal4. Les images ont ensuite été obtenues grâce à des procédés d'imagerie confocale ainsi qu'en utilisant la microscopie par excitation à deux photons.